# 国家社会主义德国工人党每周语录
国家社会主义德国工人党每周语录是纳粹党在1937-1944年间发行的墙报，其上刊登的都是纳粹领导人的语录。该墙报共发行过大约1100期。有些由纳粹德国国家社会党帝国宣传局发行，有些则由每个大区的地方党组织发行。除纳粹领导人的语录之外，该墙报还曾刊登过历史上的德国名人（如路德维希·范·贝多芬、卡尔·冯·克劳塞维茨、奥托·冯·俾斯麦、弗里德里希·席勒、海因里希·冯·克莱斯特等）的语录。很多公共场所（包括市政厅、餐厅、医生办公室、办公室、学校、公司等）都曾张贴该墙报。美国史学家杰弗里·赫夫估计，在1939年9月到停止发行期间，该报纸共发行过3250万份。
当局发行该报纸的目的在于向德国人宣扬纳粹主义理想和价值观，尤其针对那些没有上過党課的那幫人。该报纸最初经常使用德文尖角體字符，这一字体在后来的版本中被替换。反纳粹主义者、日记作家弗里德里希·克尔纳曾写道，尽管战时物资短缺，都已经开始实行定量配给制度，但当局还是在用高质量纸张印刷该墙报。 